# Tlokweng
Tlokweng é uma cidade que se situa junto à capital do Botswana, Gaborone, no Distrito Sudeste e pode ser considerada como parte de sua aglomeração urbana. Tlokweng está do outro lado do rio e também perto da estrada que segue para a fronteira com a África do Sul. Sua população foi estimada em 36 323 habitantes no censo de 2011.